# Clarkia delicata
Clarkia delicata är en dunörtsväxtart som först beskrevs av LeRoy Abrams, och fick sitt nu gällande namn av A. Nels. och J.F. Macbr.. Clarkia delicata ingår i släktet clarkior, och familjen dunörtsväxter. Inga underarter finns listade i Catalogue of Life.

## Bildgalleri

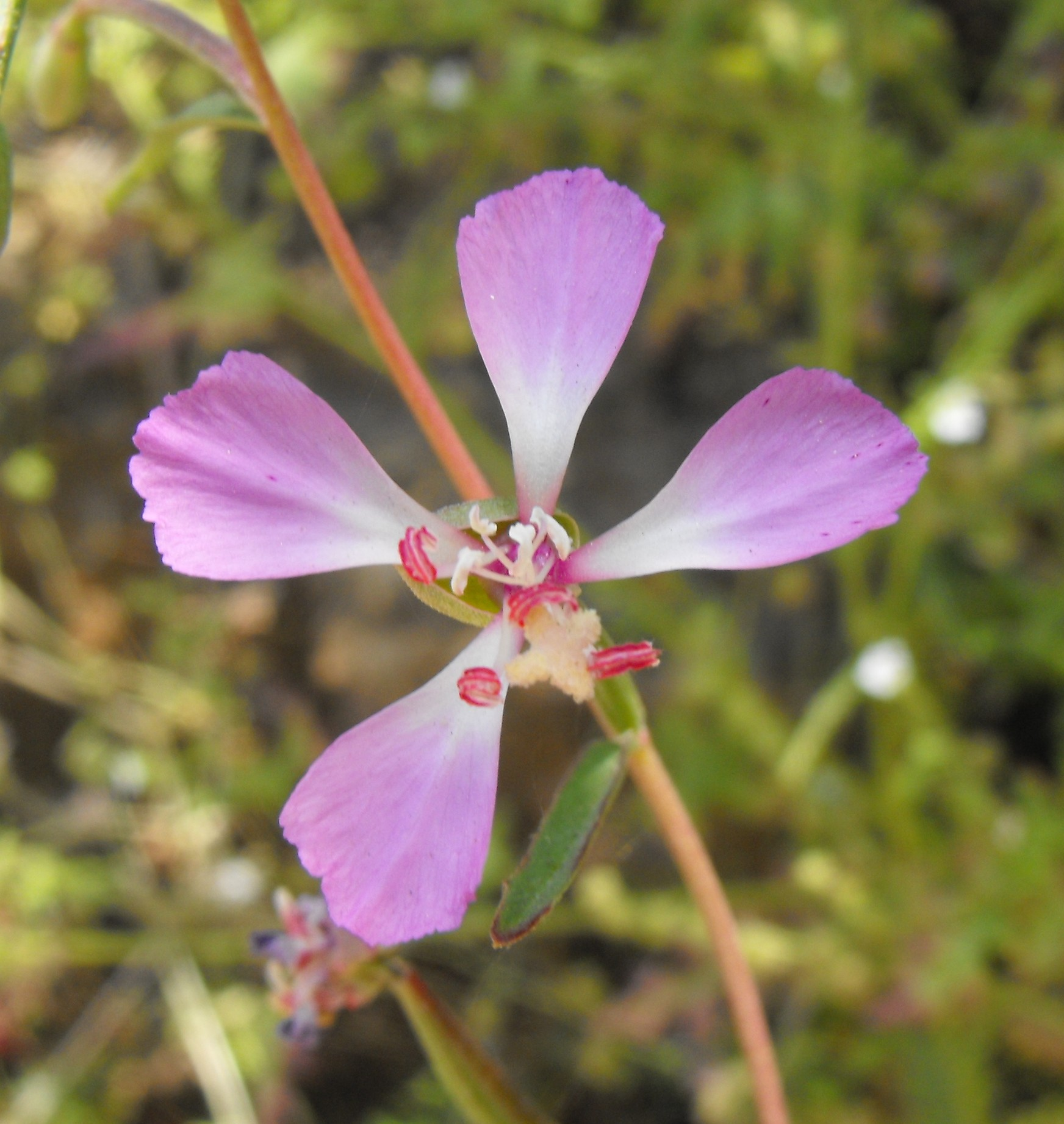